# Hôtel de ville de Bouillon
L'hôtel de ville de Bouillon est un immeuble classé situé dans la ville et commune de Bouillon en province de Luxembourg (Belgique). 

## Localisation
L'hôtel de ville se trouve sur la rive gauche de la Semois, dominant la place ducale. Il est accessible par des importantes volées d'escaliers et se situe à côté du musée ducal.

## Historique
Ce bâtiment du XVIIe siècle faisait office de palais ducal du duché de Bouillon, sous le règne des ducs issus de la famille de la Tour d’Auvergne. L'ancien palais ducal ainsi que l'ancien presbytère adjacent sont achetés par la ville de Bouillon en 1840 qui y installe son hôtel de ville. L'immeuble est fortement reconstruit au cours du XIXe siècle.

## Architecture
La façade principale crépie et enduite compte deux niveaux de quatre travées avec des baies à linteau droit sur montants harpés et appuis en affleurement. La  façade arrière ne possède qu'un seul niveau et quatre fenêtres rectangulaires. le bâtiment est coiffé d'une toiture d'ardoises à coyau, avec croupe et demi-croupe et percée de deux lucarnes

## Classement et protection
L'hôtel de ville de Bouillon, place Ducale est classé depuis le 4 novembre 1976 et repris sur la liste du patrimoine immobilier classé de Bouillon.